# Hamat Tiberíades

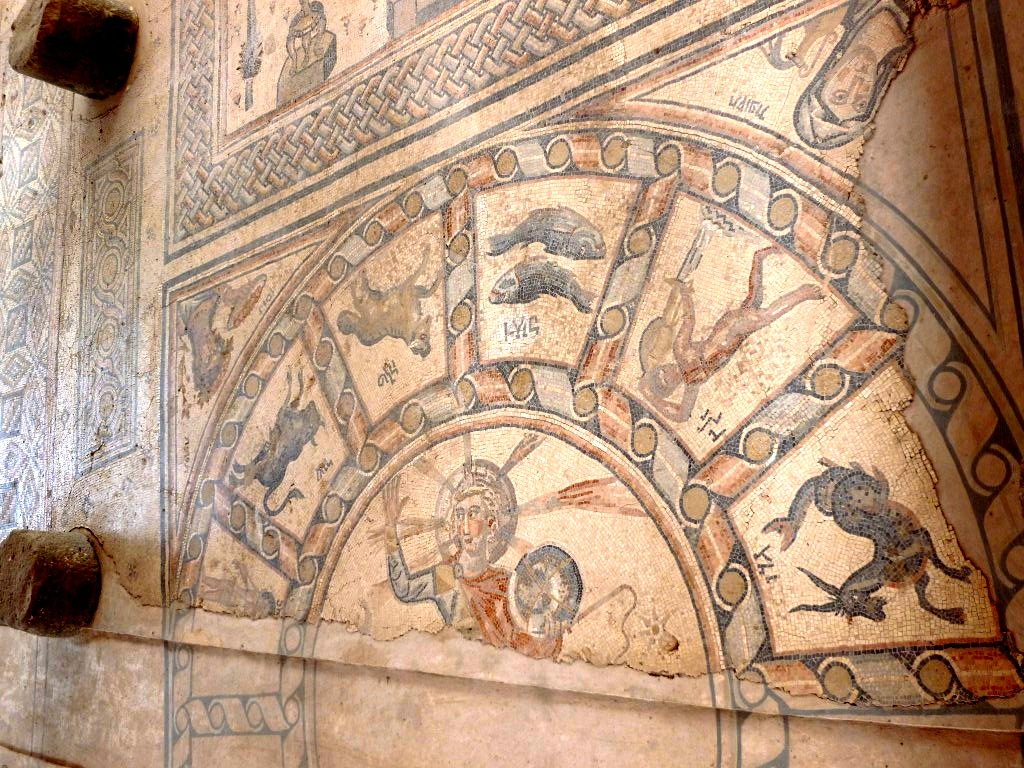
La rueda del zodíaco en el suelo de mosaico

Hammat Tiberíades (también escrito Hamat o Jamat; en hebreo: חמת טבריה‎ Jamat Tverya; en árabe: حمة طبريا‎) es un yacimiento arqueológico y conjunto monumental ubicado en la orilla occidental del mar de Galilea, al sur de la ciudad de Tiberíades, en el norte de Israel. El sitio, que forma el parque nacional de Hamat Tverya, se encuentra adyacente a la carretera circular que rodea el lago.
Más allá de su valor histórico, es conocido por sus manantiales de aguas termales que alimentan los baños termales de la zona. Los nombres del sitio en hebreo y árabe (Jamat o Jamma, respectivamente) comparten la raíz semítica que hace alusión a estos baños. Arqueológicamente, sus elementos más destacados son dos sinagogas que estaban activas durante los primeros siglos de la era común, siendo Tiberíades última sede del Sanedrín (desde 193 hasta finales del siglo iv, cuando el emperador romano Teodosio I el Grande prohibió su actividad). El elemento decorativo más destacado del complejo es el «mosaico de Helio» — un mosaico de tres paneles que forma parte del suelo de la sinagoga del siglo iv. Otras estructuras incluyen un pequeño puente romano y algunas otras obras menores de la época romana y bizantina.

## Descripción
La ciudad de Tiberíades y sus alrededores (como el resto del entorno del mar de Galilea) han sido lugar clave en la historia judía, romana/bizantina y cristiana de la región, y en general. Las propiedades curativas de sus aguas termales, con sus 17 manantiales, son conocidas desde la Antigüedad (existen menciones en textos de hace 3000 años). Según los sabios del Talmud, el calor de las aguas se produce cuando esta pasa por el umbral de la entrada al infierno.
De acuerdo con el Talmud de Jerusalén, el sitio (descubierto en 1920 durante la construcción de una carretera) fue en los primeros siglos de la era común un pueblo separado de Tiberíades. Se cree que dicho pueblo fue construido encima de la ciudad bíblica de Hamath, que según el Antiguo Testamento (Josué 19:35) fue una de las ciudades fortificadas en el territorio asignado a la tribu de Neftalí en el momento de la conquista hebrea. Sin embargo, los hallazgos arqueológicos hasta la fecha se datan en los primeros siglos después de Cristo. 

### Sinagogas
La primera sinagoga, llamada Hammat Tiberíades Norte, fue descubierta en 1921 a orillas del mar de Galilea durante una excavación patrocinada por La Sociedad Judía Palestina para la Exploración (Jewish Palestine Exploration Society) y el Departamento de Antigüedades del Mandato Británico. Se trataba de la primera expedición arqueológica de la historia realizada en Israel bajo dirección judía.
La estructura estaba ubicada a unos 500 metros al sur de las murallas de la ciudad antigua de Tiberíades. Tenía la forma de una sala basilical cuadrada con un patio interno. Se construyó en tres etapas, sin ningún cambio en la forma y tamaño de la sala principal: la primera fase alrededor del año 250, la segunda en algún momento durante los siglos iv o v, y la tercera (aunque no queda claro si seguía teniendo la función de una sinagoga) hacia el siglo x. El suelo de mosaico se volvió a colocar varias veces, y la entrada —ubicada inicialmente en el lado sur del edificio (cosa común en las típicas sinagogas de Galilea de la época)— fue reubicada en la segunda etapa en la pared norte del edificio, y en la tercera etapa en la pared occidental.
La famosa menorá de 60 cm de altura descubierta durante las excavaciones, forma actualmente parte de la exhibición del Museo de Israel.

#### Sinagoga de Severo
La segunda sinagoga, la más completa y conservada, que actualmente constituye el monumento principal de Hammat Tiberíades, fue descubierta solo cuatro décadas después, entre 1961 y 1963. Conocida como la sinagoga de Severo (Synagogue of Severus), o sencillamente la sinagoga de Hammat Tiberíades, estaba adyacente a la muralla sur de la ciudad, y se destaca por su elaborado suelo de mosaico —el mosaico de Helio—, que data de la segunda mitad del siglo iv, lo que lo convierte en el suelo de mosaico más antiguo del mundo encontrado en una sinagoga.
Los arqueólogos distinguieron cuatro etapas de construcción de este edificio: un edificio público del siglo i con habitaciones ubicadas alrededor de un patio; una primera sinagoga del año 230 (aparentemente destruida durante el mismo siglo); una sinagoga del siglo iv, con el famoso suelo de mosaico (aparentemente destruida por un terremoto a principios del siglo v); y una sinagoga mucho más grande e impresionante, construida en los siglos v-vi sobre la anterior (finalmente destruida en el siglo viii).
El mosaico de Helio data de la tercera etapa del edificio y está formado de tres paneles: el primero incluyendo la imagen de un hejal flanqueado por dos menorás de siete brazos; el segundo exhibiendo una rueda del zodíaco (con los doce signos) en torno a la imagen de Helio, el dios griego del sol (de ahí el nombre del mosaico); y el tercero mostrando un conjunto de inscripciones griegas flanqueadas por dos leones. Al lado del hejal en el primer panel, se presentan imágenes de varios objetos del ritual religioso judío, incluidas dos de las cuatro especies, un shofar y un vatillum.
Los signos en la rueda del zodíaco están dispuestos en sentido contrario a las agujas del reloj, con las figuras de cuatro mujeres en los rincones, que representan las cuatro estaciones del año.